# سباستین کوهنر
سباستین کوهنر (آلمانی: Sebastian Kühner؛ زادهٔ ۱۵ مارس ۱۹۸۷) یک بازیکن والیبال اهل آلمان عضو تیم ملی والیبال آلمان و باشگاه برلین است. سباستین به همراه تیم ملی آلمان در قهرمانی جهان ۲۰۱۴ به مقام سومی و مدال برنز رسید.